# Maria an der Kelter (Himmelstadt)

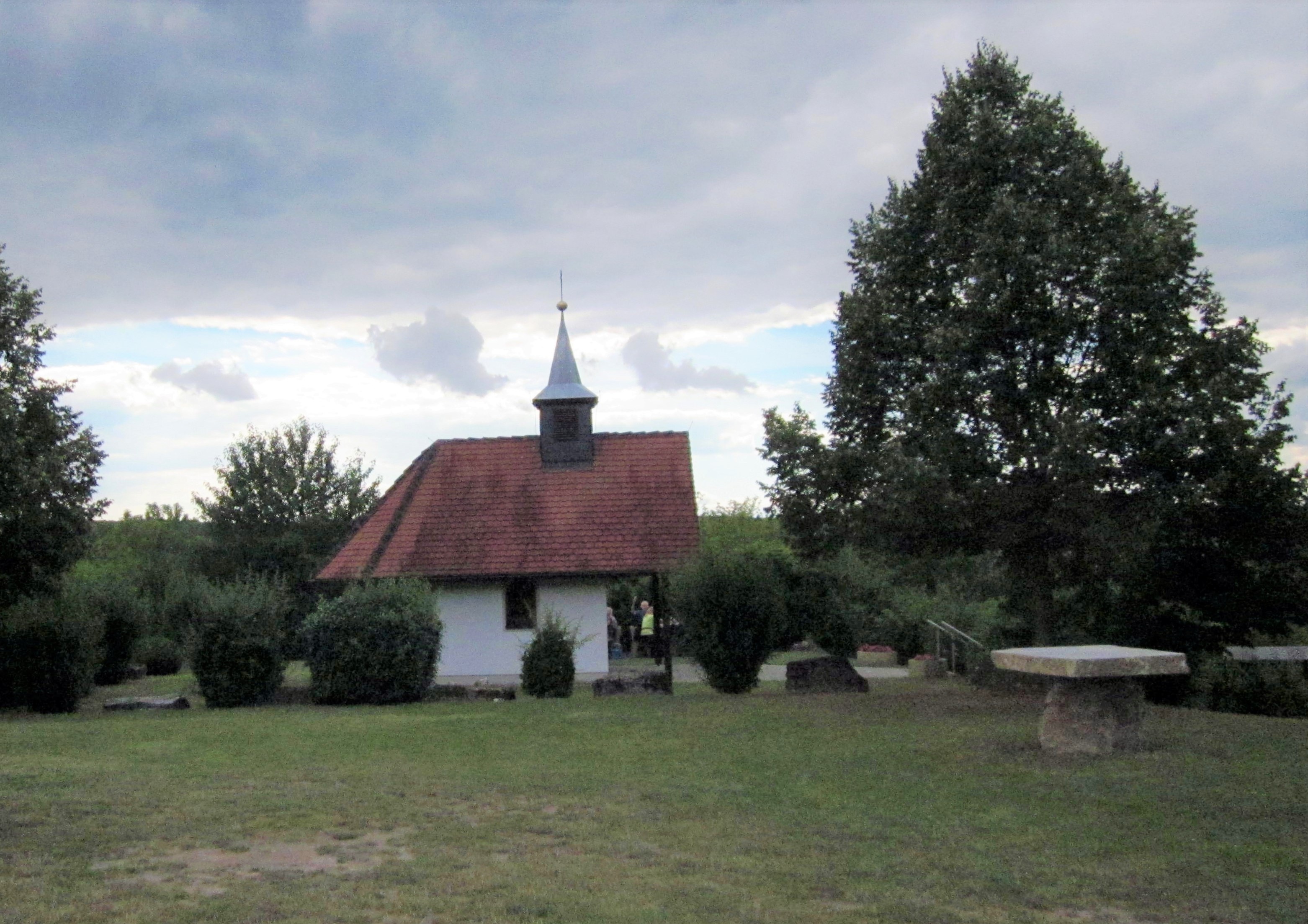
Weinbergskapelle Maria an der Kelter

Die Weinbergskapelle Maria an der Kelter ist eine katholische Flurkapelle der Pfarrei St. Jakobus d. Ä. in Himmelstadt, einer Gemeinde im Landkreis Main-Spessart (Unterfranken, Bayern).
Die Kapelle ist eine Station auf dem Fränkischen Marienweg.

## Geschichte
Angeregt wurde der Bau der Kapelle durch ein Bühnenbild des Himmelstadter Künstlers Gustav Scheb aus dem Jahr 1991, das für das jährliche Weinfest des örtlichen Männergesangvereins entworfen wurde und eine Kapelle in den Weinbergen enthielt. Dieses inspirierte Gustav Schebs Cousin Karl Gehrsitz zur Errichtung einer solchen Kapelle.
In den Jahren 1993/1994 wurde die Kapelle schließlich auf Initiative von Gustav Scheb, Karl Gehrsitz und Walter Gehrsitz in Zusammenarbeit mit der Gemeinde Himmelstadt und mehr als 25 freiwilligen Helfern realisiert. Die Weihe fand am Pfingstmontag 1994 durch den örtlichen Pfarrer i. R. Monsignore Alfons Schauer statt. Schauer erläuterte, die Traube werde in der Kelter vernichtet und in der Gärung verklärt als Symbol für das Opfer Christi. Dieses Opfer in der „Kelter des Zornes Gottes“ sei ein notwendiger Schritt zur Rettung der verlorenen Welt. So sei Jesu Blut nicht vergeblich vergossen, sondern stelle eine „Leben spendende Quelle“ dar. Das Bild von „Jesus in der Kelter“ sei eine mystische Darstellung des Heilands am Kreuz, während Maria als „Schwester in Leid“ und „Mitarbeiterin am Erlösungswerk Christi“ betrachtet werde. Die Kelter und das Kreuzopfer würden zum Ursprung der Gnadengaben Gottes.
Neben dem sakralen Bauwerk befindet sich ein steinerner Freiluftaltar. Hier wird jährlich zum Weihetag am Pfingstmontag das Kapellenkirchweihfest in einem Feldgottesdienst mit anschließender Festbewirtung gefeiert.
Die Kapelle zählt als eines der Wahrzeichen Himmelstadts und ist heute Ausgangspunkt bzw. Station einiger Wanderwege. Von der Weinbergskapelle aus starten die Himmelstadter Rundwanderwege H5, H6 und H7. Seit August 2010 ist sie auch eine Station auf dem Fränkischen Marienweg, einem Pilgerweg durch die Region.

## Beschreibung
Die Kapelle befindet sich in der Weinlage „Himmelstadter Kelter“ und ist etwa 500 Meter oberhalb der Bundesstraße 27 gelegen.
Die Architektur der kleinen Kapelle zeichnet sich durch einen dreiseitig geschlossenen Chor mit angewinkelten Seiten aus, der von einem Walmdach überdeckt wird. Frontseitig stützen zwei Holzpfeiler einen Dachüberstand über dem Eingangsbereich. Über dem Portal befindet sich ein mit einem Knickhelm versehener Dachreiter, der eine Glocke beherbergt. Diese kann durch ein im Innenraum der Kapelle befindliches Seil geläutet werden.
Über dem Eingang der Kapelle ist ein Kruzifix angebracht. Ein die Stützen des Dachüberstands verbindender Holzbalken trägt die Inschrift „Maria an der Kelter“, flankiert von den Wappen Frankens und Himmelstadts.
Der Chor der Kapelle beherbergt die Abformung einer Rokoko-Hausfigur Mariens. In der Darstellung als „Herzogin von Franken“ trägt sie Zepter und Krone und hält dem Besucher im Kapellenbild den Heiland mit Reichsapfel entgegen. Die Figur wird von zwei geflügelten Engelsköpfen flankiert. Der Chor ist regelmäßig durch Blumenschmuck geschmückt und es besteht hier die Möglichkeit, Anbetungskerzen zu entzünden.
An der Wand links des Chors befindet sich eine Figur des heiligen Simon, dargestellt mit Säge und Winkelmaß. Auf der gegenüberliegenden Seite ist eine Figur des heiligen Petrus mit päpstlichen Schlüsseln und einem Buch platziert.
Die Kapelle ist mit zwei durch einen Mittelgang unterbrochene Sitzreihen eingerichtet.
Im Außenbereich sind zudem Sitzgruppen installiert, um den Besuchern eine Rastmöglichkeit zu bieten. Etwa 500 Meter oberhalb der Kapelle befindet sich ein fünfeckiger Weinbergspavillon der Gemeinde, der ebenfalls zur Rast einlädt und einen beeindruckenden Ausblick über den Ort Himmelstadt und die umliegende Landschaft bietet.